# Alcabrichel

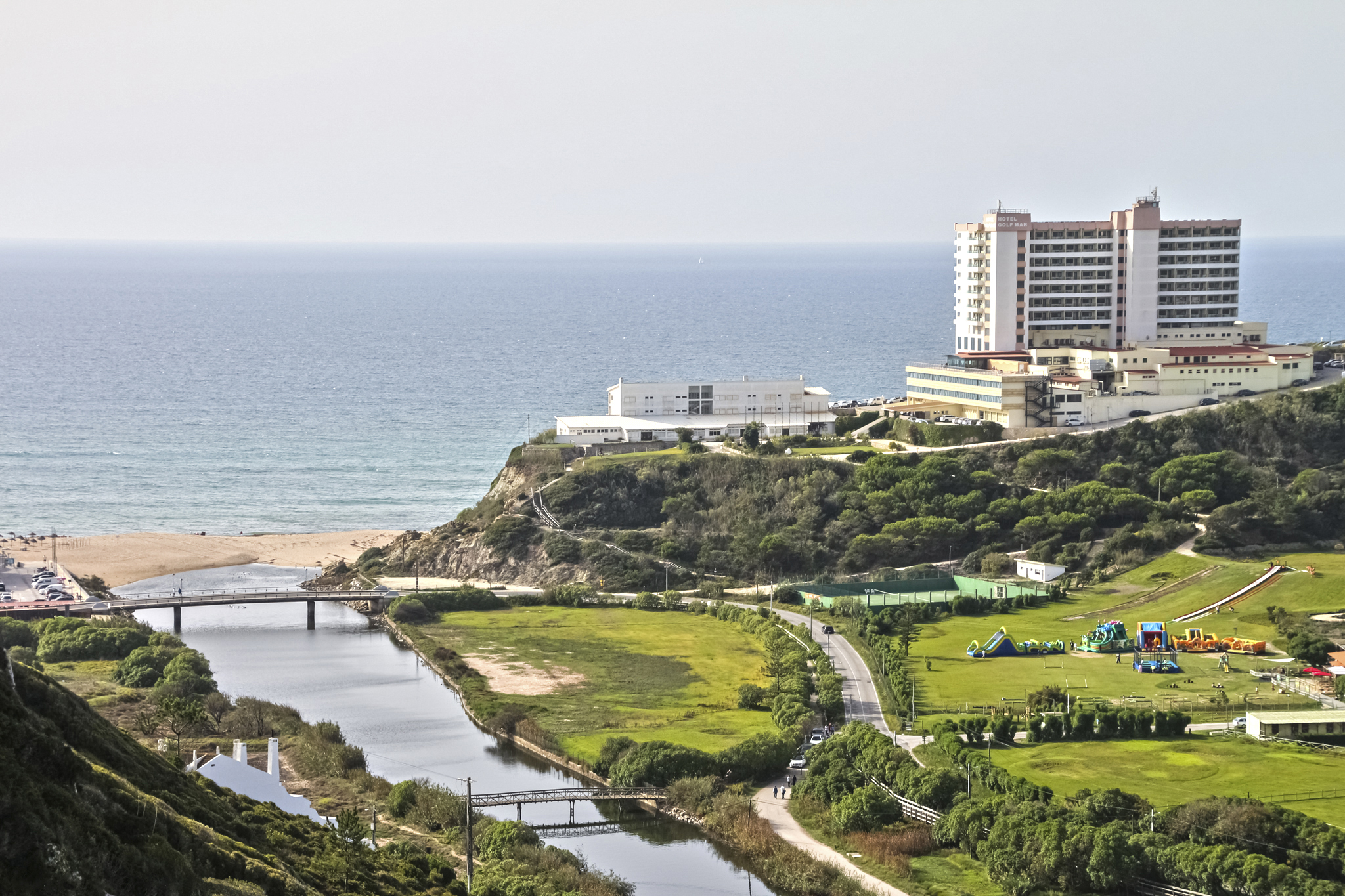

L'Alcabrichel (en portugais : rio Alcabrichel ou ribiera de Alcabrichel) est un petit fleuve portugais qui coule sur environ 25 km dans le district de Lisbonne.  La quasi-totalité de son bassin versant se trouve dans la municipalité de Torres Vedras.

## Géographie
L'Alcabrichel prend sa source dans la Serra de Montejunto (pt) près de Vila Verde dos Francos (en), puis traverse Maxial, Ermegeira, Ramalhal, Quinta de Paio Correia, A dos Cunhados, Sobreiro Curvo, Porto Rio et Maceira avant de se jeter dans l'océan Atlantique à la plage de Porto Novo (Maceira).

## Affluents
- Ribeira da Fonte da Pipa
- Ribeiro Pequeno
- Ribeira da Azenha
- Ribeira de Carrascal
- Ribeira da Advesa
- Vala da Aberta
- Ribeira da Bica
- Ribeira do Vale da Pia
- Ribeira das Pontes
- Ribeira do Casal da Laje
- Ribeira do Somato
- Ribeira do Casal do Rego
- Ribeira do Vale Lagoa
- Ribeira do Martingil
- Ribeira de Toledo
- Ribeira de Ribamar